# 2,3,7,8-Tetrachlorodibenzofuran
2,3,7,8-Tetrachlorodibenzofuran (2,3,7,8-TCDF) – organiczny związek chemiczny z grupy polichlorowanych dibenzofuranów (PCDF), zbliżonych budową do polichlorowanych dibenzodioksyn. Ma szereg izomerów różniących się położeniem atomów chloru. Silnie toksyczny dla ssaków, np. LD50 dla świnki morskiej wynosi 5 μg/kg (doustnie). Nie jest natomiast klasyfikowany jako rakotwórczy dla człowieka (grupa 3 według Międzynarodowej Agencji Badań nad Rakiem).